# Adolf Simatschek
Adolf Simatschek (* 16. Februar 1874 in Wien; † 8. Oktober 1919 in Düsseldorf) war ein österreichischer Bildhauer, der dem Jugendstil zuzuordnen ist.

## Leben

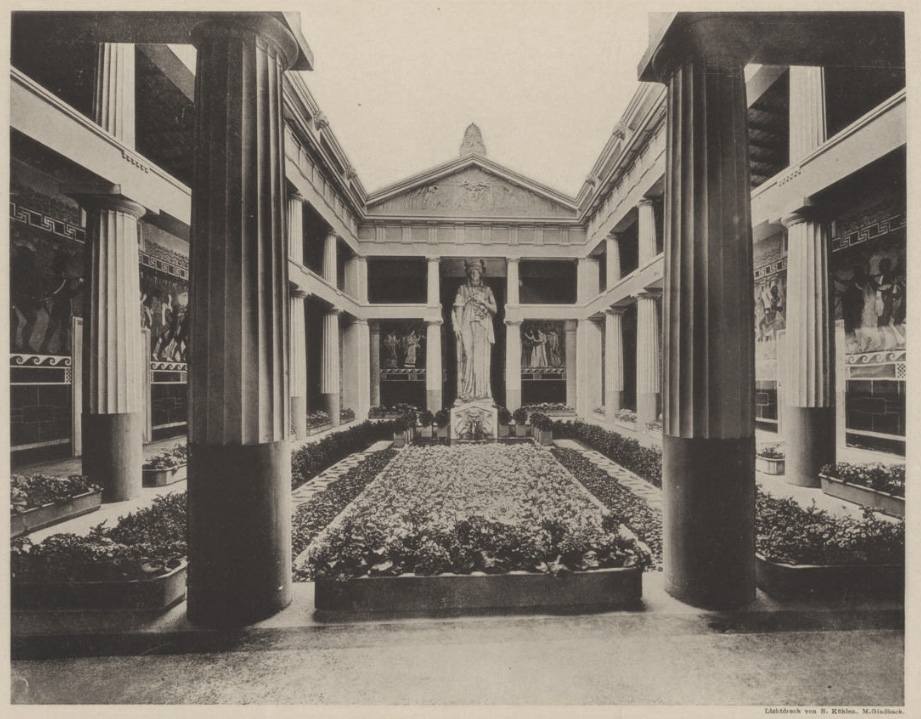
Innenhof des Dioramas mit Kolossalstatue und symbolischer Darstellung der Fruchtbarkeit der Erde im Giebelfeld (1904)

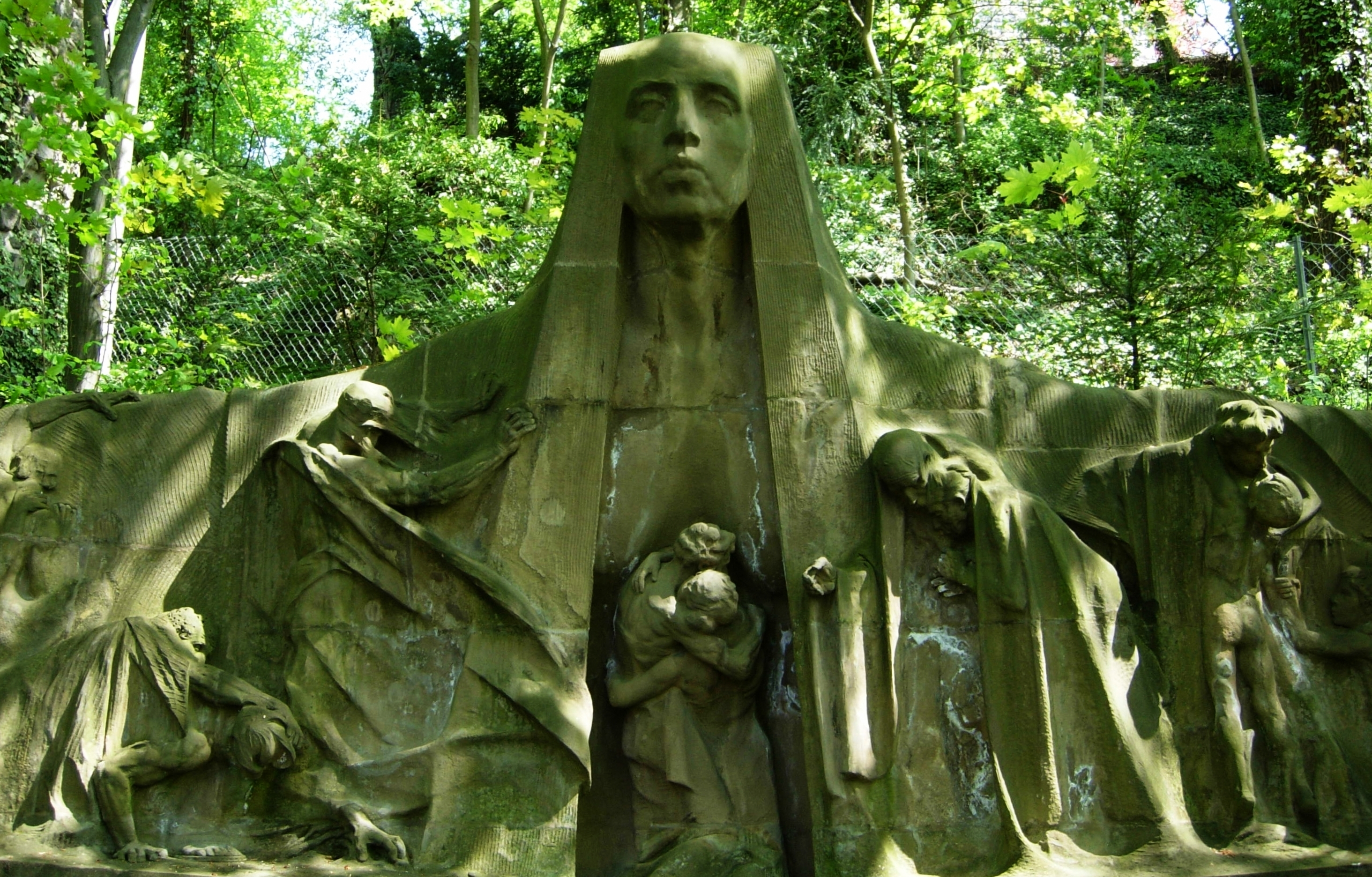
Mutter Erde (2010)

Adolf Johann Simatschek (Simaczek) wurde als Sohn eines Beamten in Wien geboren. Im Alter von vierzehn Jahren trat er in die Kunstgewerbeschule in Wien ein. Ab 1889 studierte Simatschek bei Edmund von Hellmer an der Akademie der bildenden Künste Wien und bekam dort 1892 die Silberne Füger-Medaille für die beste Lösung der Aufgabe „Herkules bei der Höhle des Pholos mit Kentauren kämpfend“ (siehe Pholos) und im Juli 1893 die Goldene Füger-Medaille für den Entwurf „Arbeiter, beim Baue der Pyramide beschäftigt“. Von Oktober 1893 bis 1899 besuchte Simatschek die Meisterklasse für höhere Bildhauerei unter Caspar von Zumbusch. 1898 erhielt er von der Akademie den „Hof-Preis erster Klasse“, die bekannteste und renommierteste Schulpreis-Auszeichnung, für die gestellte Aufgabe „Heimkehr“.
Im Jahr 1900 siedelte Simatschek nach Düsseldorf über. 1901 zeigte er, im Kreise der Düsseldorfer Malerschule, seine Portalfigur „Hermes“ in der Galerie Eduard Schulte. 1904 war er auf der Internationale Kunst-Ausstellung und Grosse Gartenbau-Ausstellung im Kunstpalast leitend im Gartenbau-Ausschuss vertreten und fertigte für die Ausstellung unter anderem eine Kolossalstatue der Demeter im der Mutter Erde gewidmeten Tempeldiorama. Über den Bildhauer Adolf Simatschek, der laut der Autorin Sarah Czirr, nicht zu denjenigen gehörte, die einen großen nationalen Auftrag im Deutschen Kaiserreich ausführen durften, ist aufgrund dessen so gut wie nichts bekannt. Seine Tätigkeit in Düsseldorf ist fast ausschließlich im Bereich der Bauplastik nachzuweisen, vornehmlich an Bauten des Baurats und Architekten Johannes Radke. Von 1910 bis zu seinem Tod lebte Simatschek in der Moselstraße 13 bzw. in der Stromstraße 13 in Düsseldorf-Unterbilk.

## Werke (Auswahl)
- 1901–1903: Eckfiguren Die Hüterin des häuslichen Glücks und Herdflamme an der Villa Bestgen, Kölner Neustadt
- 1904–1905: Zuschreibung Bauplastik am AOK-Gebäude Kasernenstraße 63, Düsseldorf-Stadtmitte
- 1905: Bauplastiken an der Städtische Realschule Luisenstraße 73, Düsseldorf-Friedrichstadt
- 1905–1906: Bauplastiken an der Volksschule Friedenstraße, heute Leo-Statz-Berufskolleg, Düsseldorf-Unterbilk
- 1905–1907: Bauplastiken an der Luisenschule Bastionstraße, heute Luisen-Gymnasium, Düsseldorf-Stadtmitte
- 1907: Bauplastiken an der Volksschule Lindenstraße 128–130, Düsseldorf-Flingern
- 1906–1908: Bauplastiken am Stahlhof, Düsseldorf-Stadtmitte
- 1908: Skulpturen der Todesengel am Hauptportal der Kapelle des Südfriedhofs, Düsseldorf-Bilk
- 1912: Grabmonument Mutter Erde für die Familie Dernen – von Wittgenstein auf dem Burgfriedhof in Bad Godesberg. Die Familie Dernen besaß den Turmhof in Plittersdorf. Die sieben Meter lange und vier Meter hohe Darstellung aus Sandsteinquadern zeigt, wie Mutter Erde, der ägyptischen Sphynx sehr ähnelnd, mit ihren weit ausgebreiteten Armen die Menschen birgt, die in den Schoß der Erde zurückkehren.

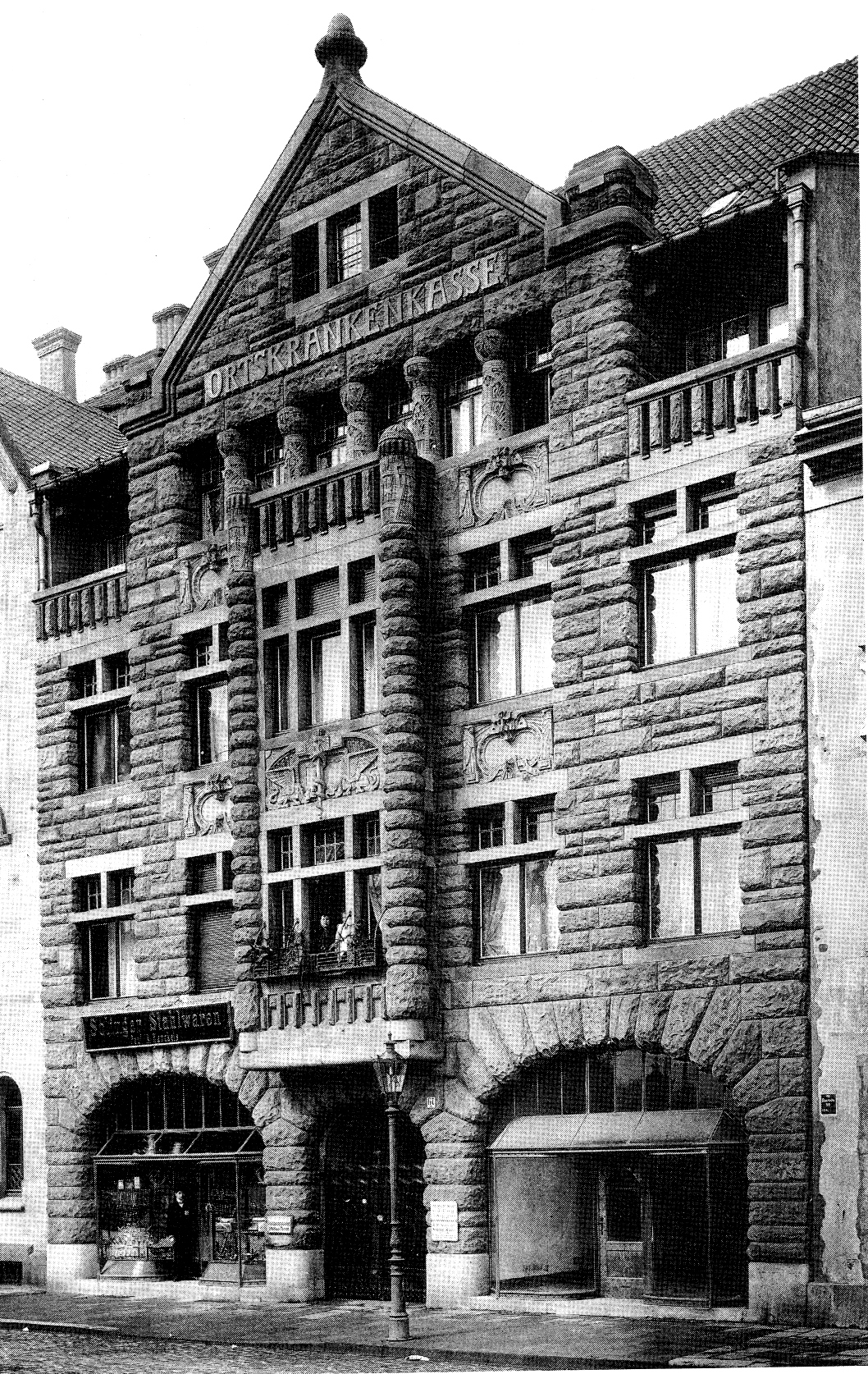
Altes AOK-Verwaltungsgebäude, Kasernenstraße, Architekt Hermann vom Endt (Foto 1905)
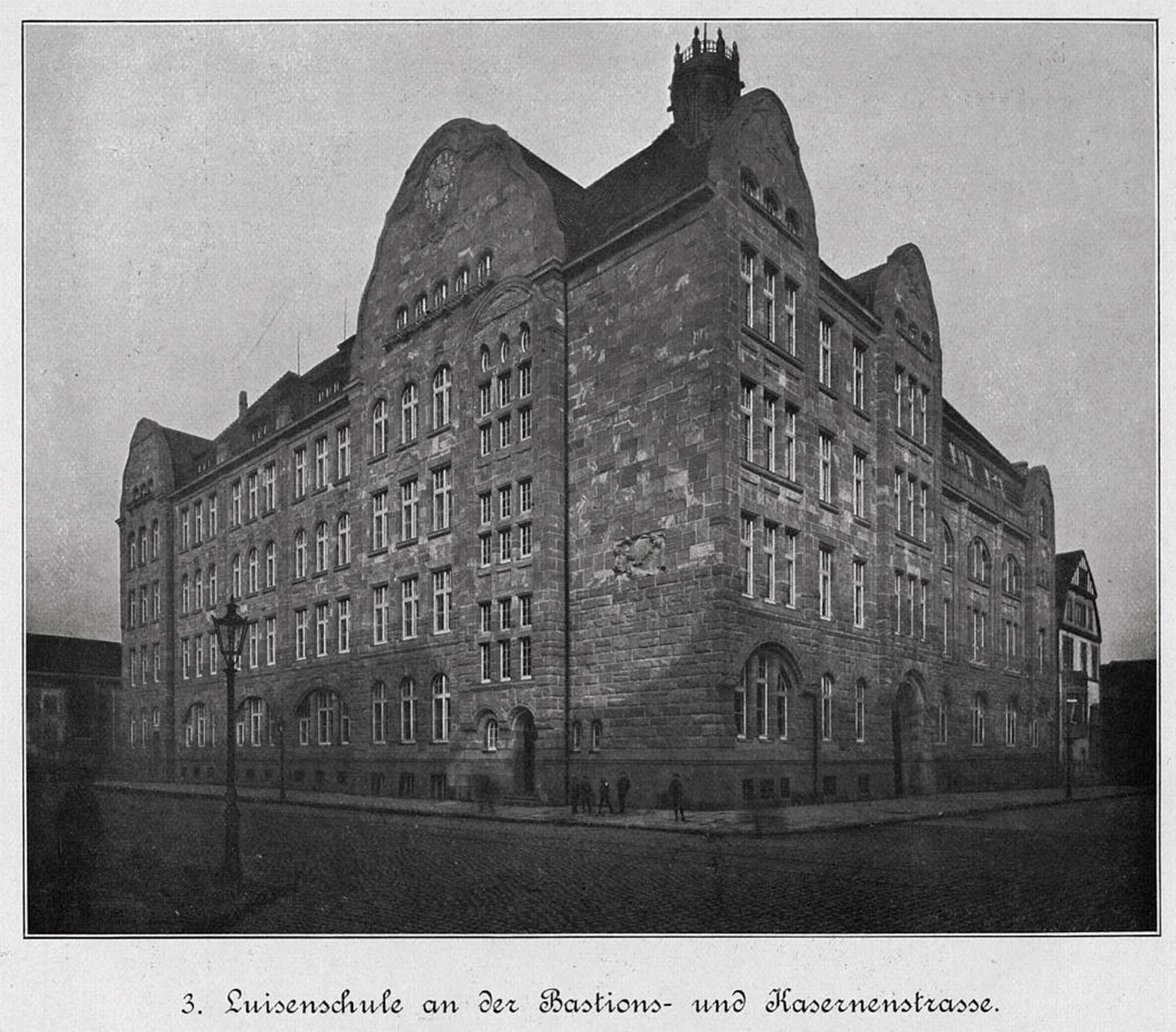
Luisenschule an der Bastions- und Kasernenstraße (Foto 1907)
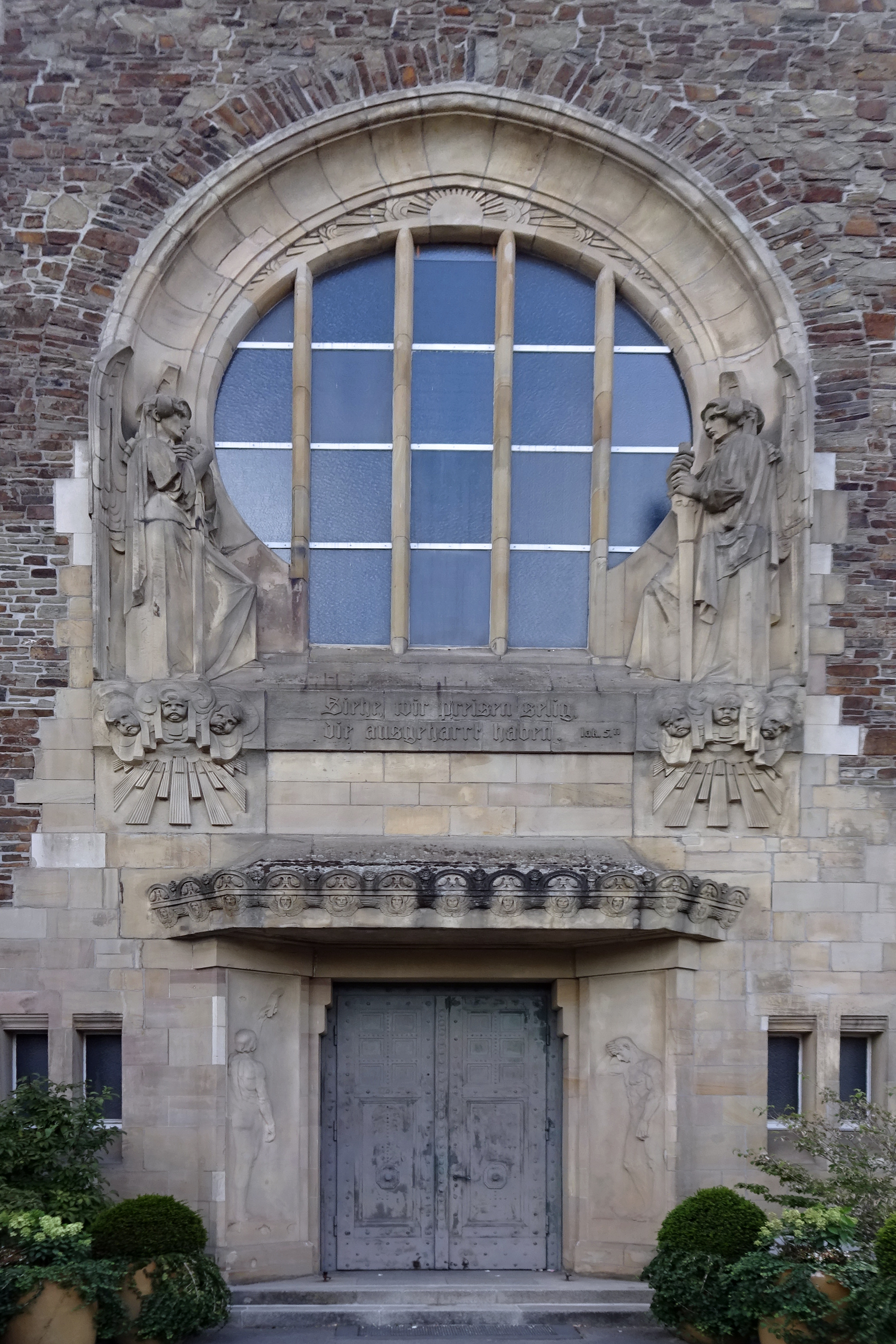
Eingangsportal der Friedhofskapelle auf dem Südfriedhof in Düsseldorf (Foto 2018)
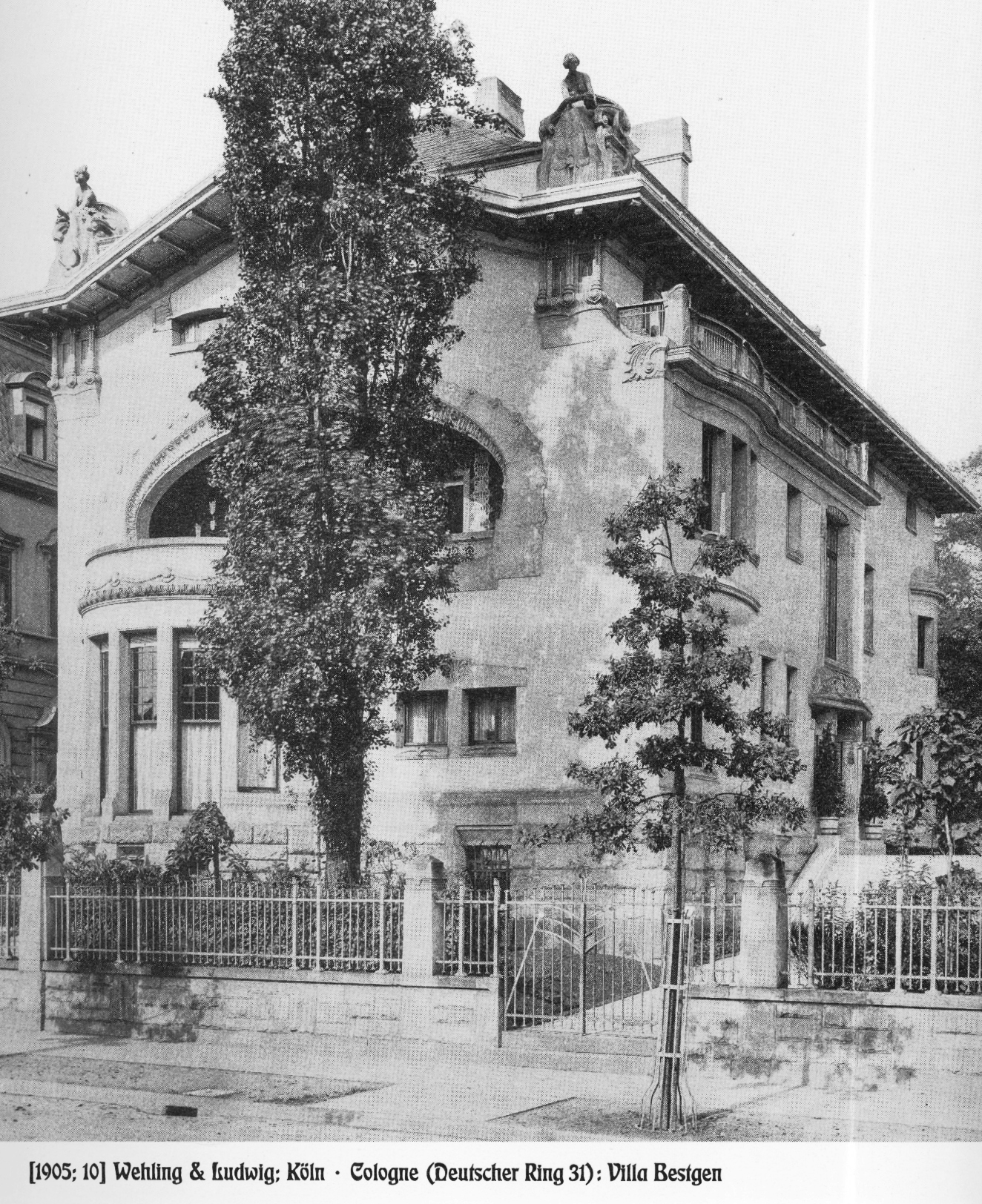
Villa Bestgen (Foto 1905)
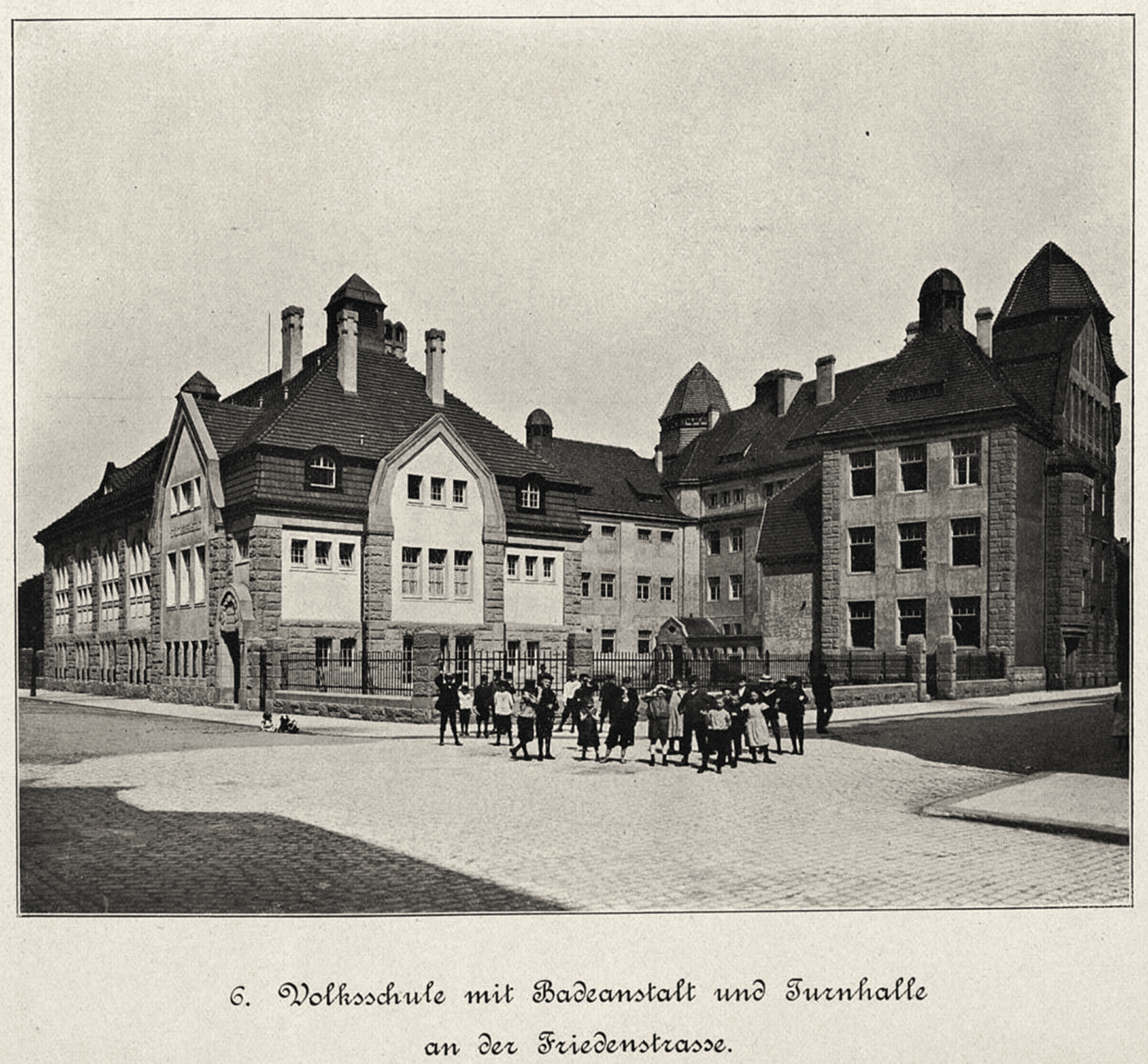
Volksschule mit Badeanstalt und Turnhalle an der Friedenstraße (Foto 1908)
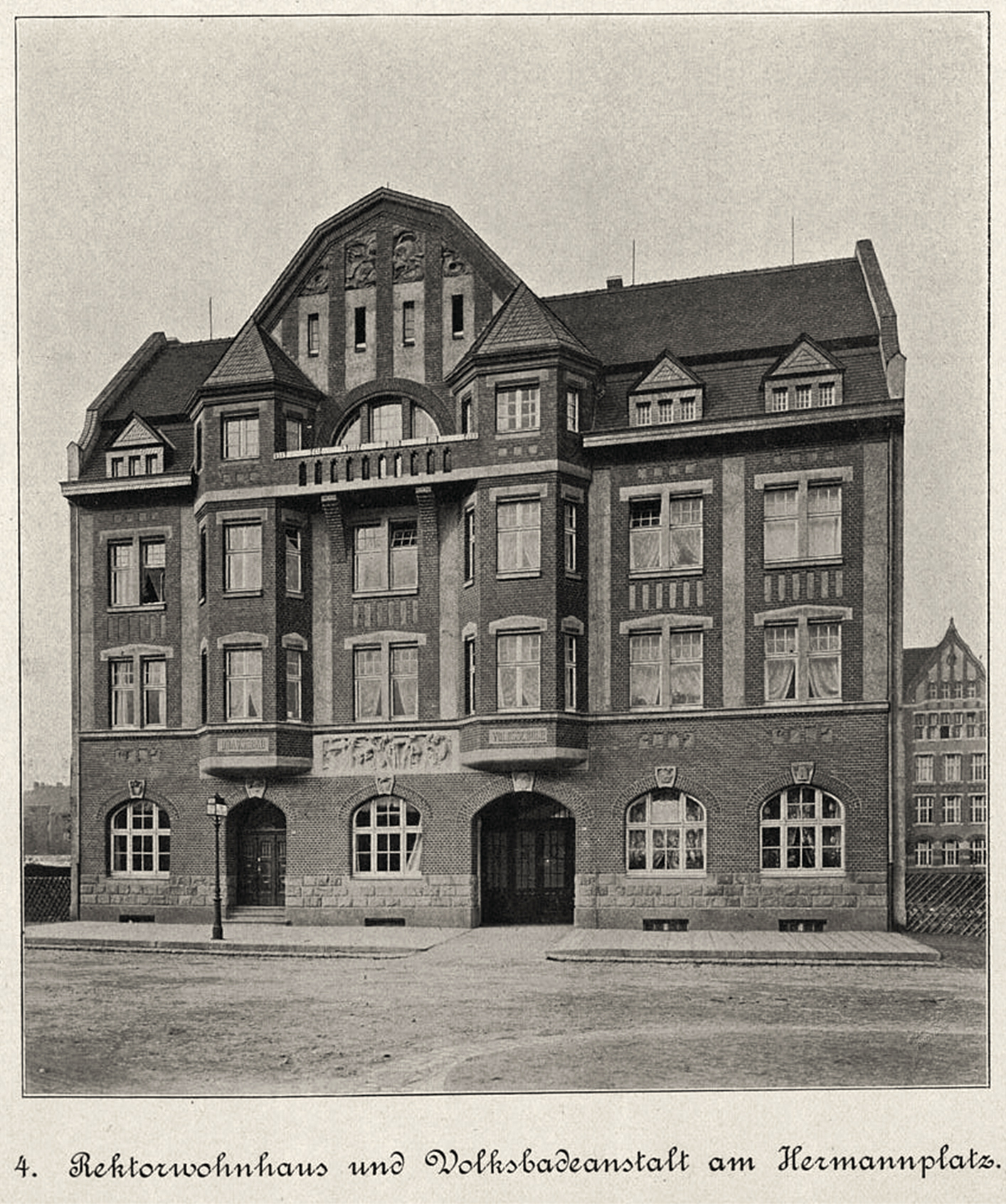
Volksschule Lindenstraße 128–130 (Foto 1908)
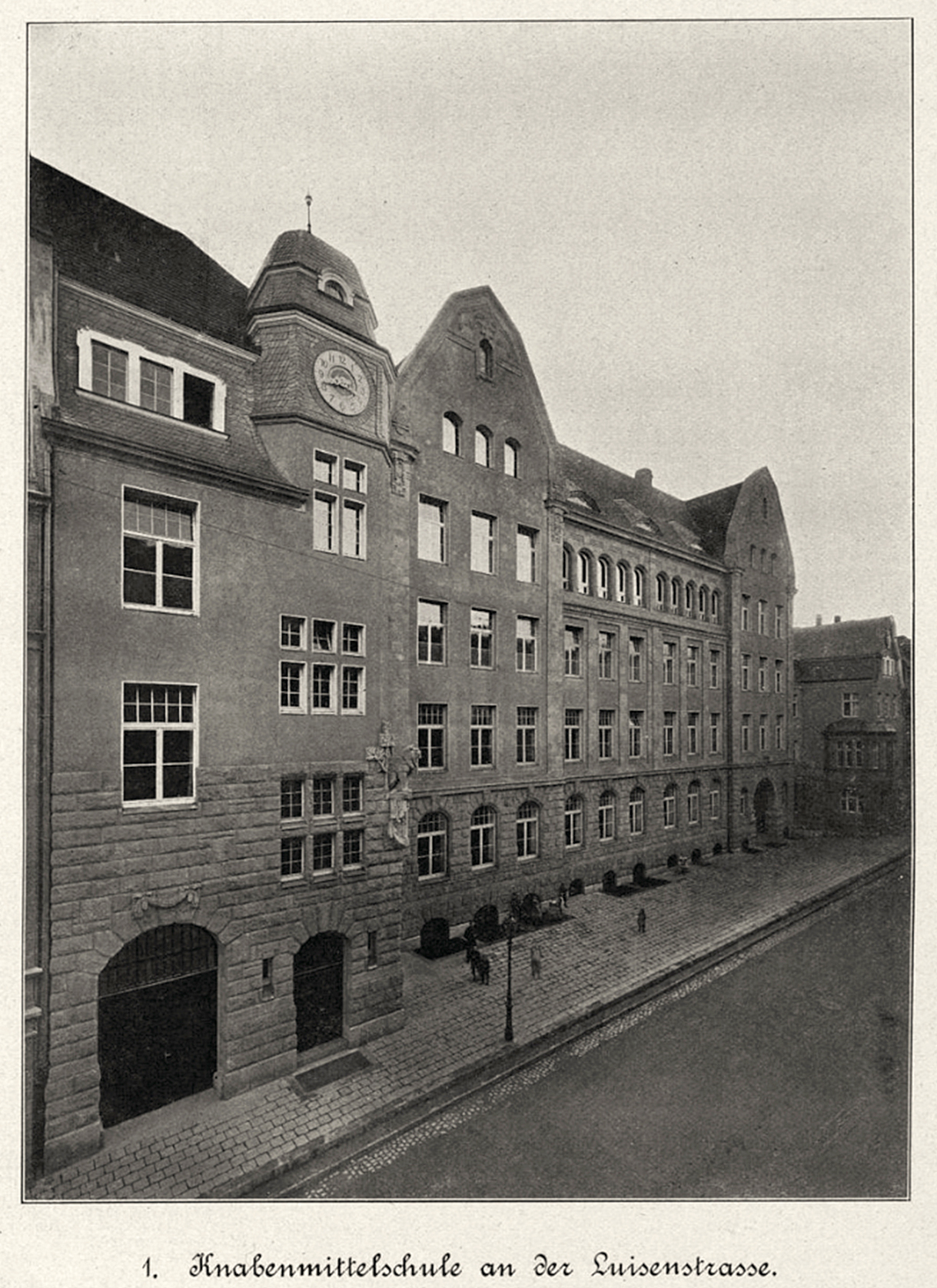
Knabenmittelschule an der Luisenstraße (Foto 1908)
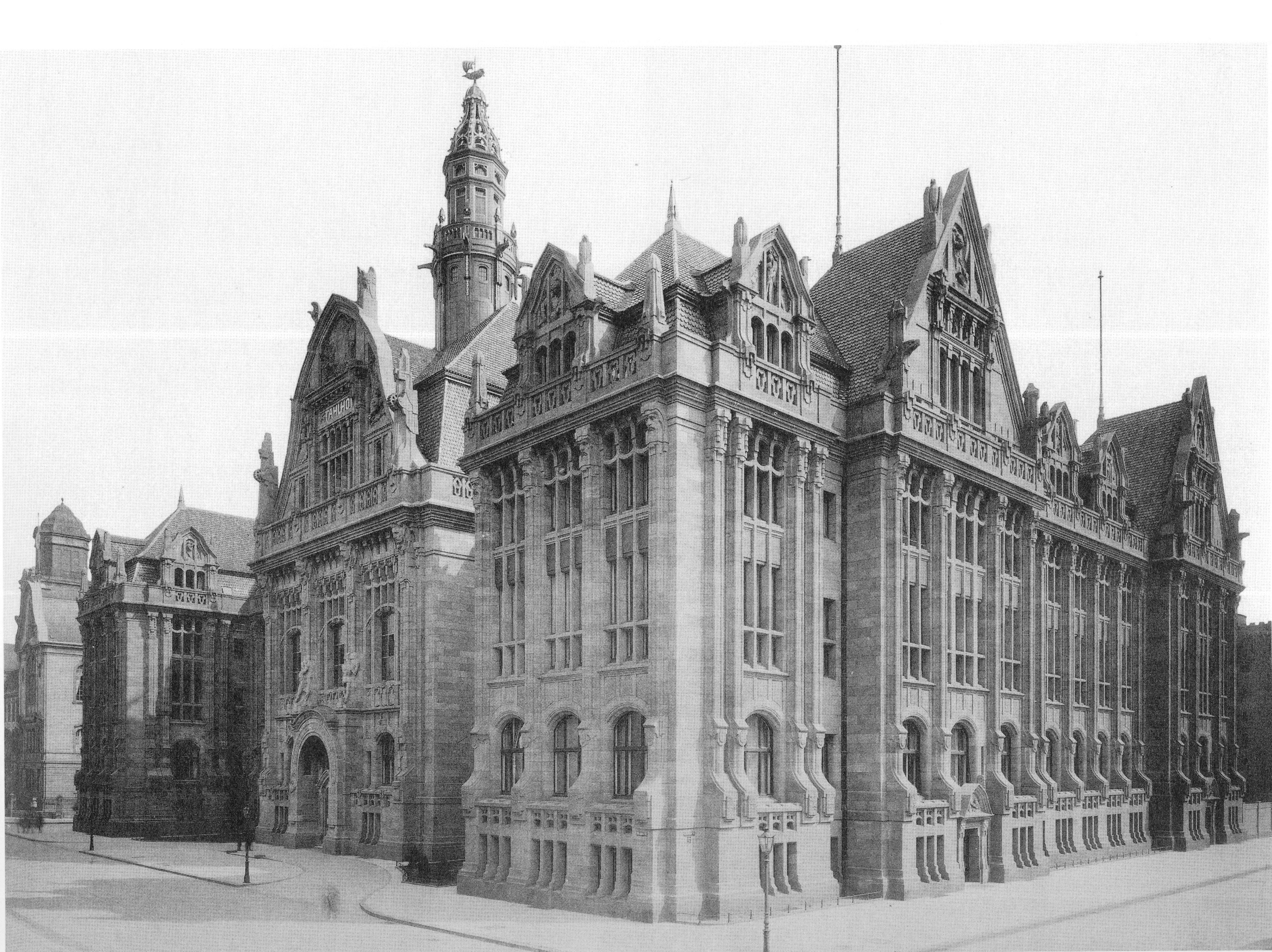
Stahlhof (Foto 1909)